# Schismatogobius fuligimentus
Schismatogobius fuligimentus es una especie de pez de la familia de los Gobiidae en el orden de los Perciformes.

## Morfología
Los machos pueden llegar a alcanzar los 2,9 cm de longitud total y las hembras 3.84.

## Hábitat
Es un pez de Agua dulce, de clima tropical (21 °C-25 °C) y bentopelágico que vive entre 0-1 m de profundidad.

## Distribución geográfica
Se encuentra en Oceanía: Nueva Caledonia.

## Observaciones
Es inofensivo para los humanos. 